# Waleed al-Shehri
Waleed Mohammed al-Shehri (em árabe: وليد الشهري‎‎; 'Asir, 20 de dezembro de 1978 – Nova Iorque, 11 de setembro de 2001) foi um dos cinco sequestradores do voo 11 da American Airlines, que atingiu a Torre Norte do World Trade Center como parte dos ataques de 11 de setembro de 2001.
Nascido na Arábia Saudita, Shehri estudou até precisar acompanhar seu irmão doente em Medina. Mais tarde, foi lutar na Chechênia junto com seu irmão Wail, mas foi redirecionado para o Afeganistão, onde foi recrutado para os ataques.
Shehri chegou aos Estados Unidos em 23 de abril de 2001 com um visto de turista, e passou a morar na Flórida. Em 11 de setembro de 2001, Waleed, juntamente com seu irmão, Wail, embarcou no voo 11 da American Airlines e foi um dos cinco que ajudou a sequestrá-lo, de modo que Mohamed Atta pôde pilotar o avião até colidi-lo contra a Torre norte do World Trade Center.